# 5594 Jimmiller
5594 Jimmiller eller 1991 NK1 är en asteroid i huvudbältet som upptäcktes den 12 juli 1991 av den amerikanske astronomen Henry E. Holt vid Palomarobservatoriet. Den är uppkallad efter James K. Miller.
Asteroiden har en diameter på ungefär 25 kilometer och den tillhör asteroidgruppen Veritas.